# Copa de la Segunda División de Gibraltar 2017
La Copa de la Segunda División de Gibraltar 2017 fue la edición número once de la Copa de la Segunda División, que a partir de esta temporada pasó a llamarse The Chestertons Cup, luego de que la Asociación de Fútbol de Gibraltar anunciara la firma de un contrato de patrocinio con la empresa inmobiliaria Chestertons Gibraltar el 2 de marzo de 2017.
El torneo empezó el 19 de marzo con el primer partido de la fase de grupos y terminó el 17 de mayo con la final en la que Gibraltar Phoenix se impuso por dos contra cero frente a College 1975; y de esta manera consiguió su primer título en el torneo y completó un doblete pues había ganado también la Segunda División 2016-17.

## Formato
El torneo estuvo constituido por dos etapas, la fase de grupos y las etapas finales. Para la fase de grupos, los participantes fueron divididos en tres grupos de tres equipos cada uno; dentro de cada grupo los equipos jugaron entre sí mediante el sistema de todos contra todos una vez, totalizando dos partidos cada uno. Al término de la tercera jornada los primeros de cada uno de los grupos más el mejor segundo se clasificaron a las etapas finales.
En las etapas finales, los cuatro clasificados de la fase de grupos se sortearon en dos llaves de semifinales, las cuales se jugaron a partido único; los ganadores accedieron a la final, que también se jugó a partido único. El ganador de la final se proclamó campeón.

## Equipos participantes
| Fase de grupos  | Fase de grupos    | Fase de grupos      |
| --------------- | ----------------- | ------------------- |
| Angels          | Cannons           | Hound Dogs          |
| Boca Juniors    | College 1975      | Leo                 |
| Bruno's Magpies | Gibraltar Phoenix | Olympique Gibraltar |

## Fase de grupos

### Grupo A
Actualizado el 5 de abril de 2017.
| Pos. | Equipo              | PJ | PG | PE | PP | GF | GC | DG | Pts. | Clasificado a  |
| ---- | ------------------- | -- | -- | -- | -- | -- | -- | -- | ---- | -------------- |
| 1    | College 1975        | 2  | 1  | 1  | 0  | 5  | 2  | +3 | 4    | Etapas finales |
| 2    | Olympique Gibraltar | 2  | 1  | 0  | 1  | 5  | 5  | 0  | 3    |                |
| 3    | Hound Dogs          | 2  | 0  | 1  | 1  | 2  | 5  | –3 | 1    |                |

| Partidos          | Partidos  | Partidos          | Partidos    | Partidos |
| Equipo 1          | Resultado | Equipo 2          | Fecha       | Hora     |
| ----------------- | --------- | ----------------- | ----------- | -------- |
| Hound Dogs        | 1 − 1     | College 1975      | 19 de marzo | 18:30    |
|                   |           |                   |             |          |
| Olympic Gibraltar | 4 − 1     | Hound Dogs        | 26 de marzo | 16:00    |
|                   |           |                   |             |          |
| College 1975      | 4 − 1     | Olympic Gibraltar | 2 de abril  | 18:30    |

### Grupo B
Actualizado el 5 de abril de 2017.
| Pos. | Equipo          | PJ | PG | PE | PP | GF | GC | DG  | Pts. | Clasificado a  |
| ---- | --------------- | -- | -- | -- | -- | -- | -- | --- | ---- | -------------- |
| 1    | Bruno's Magpies | 2  | 1  | 1  | 0  | 9  | 1  | +8  | 4    | Etapas finales |
| 2    | Boca Juniors.   | 2  | 1  | 1  | 0  | 4  | 2  | +2  | 4    | Etapas finales |
| 3    | Cannons         | 2  | 0  | 0  | 2  | 1  | 11 | –10 | 0    |                |

| Partidos        | Partidos  | Partidos        | Partidos    | Partidos |
| Equipo 1        | Resultado | Equipo 2        | Fecha       | Hora     |
| --------------- | --------- | --------------- | ----------- | -------- |
| Bruno´s Magpies | 1 − 1     | Boca Juniors.   | 20 de marzo | 20:45    |
|                 |           |                 |             |          |
| Boca Juniors    | 3 − 1     | Cannons         | 26 de marzo | 18:00    |
|                 |           |                 |             |          |
| Cannons         | 0 − 8     | Bruno´s Magpies | 4 de abril  | 18:15    |

1. ↑  BOC: Boca Juniors aseguró su clasificación (como mejor segundo o ganador de grupo) el 26 de marzo luego de vencer por 3 a 1 a Cannon´s.

### Grupo C
Actualizado el 5 de abril de 2017.
| Pos. | Equipo            | PJ | PG | PE | PP | GF | GC | DG  | Pts. | Clasificado a  |
| ---- | ----------------- | -- | -- | -- | -- | -- | -- | --- | ---- | -------------- |
| 1    | Gibraltar Phoenix | 2  | 2  | 0  | 0  | 12 | 2  | +10 | 6    | Etapas finales |
| 2    | Leo               | 2  | 1  | 0  | 1  | 8  | 11 | –3  | 3    |                |
| 3    | Angels            | 2  | 0  | 0  | 2  | 6  | 13 | –7  | 0    |                |

| Partidos          | Partidos  | Partidos          | Partidos    | Partidos |
| Equipo 1          | Resultado | Equipo 2          | Fecha       | Hora     |
| ----------------- | --------- | ----------------- | ----------- | -------- |
| Leo               | 0 − 7     | Gibraltar Phoenix | 21 de marzo | 20:45    |
|                   |           |                   |             |          |
| Angels            | 4 − 8     | Leo               | 29 de marzo | 20:30    |
|                   |           |                   |             |          |
| Gibraltar Phoenix | 5 − 2     | Angels            | 4 de abril  | 20:30    |

### Mejores Segundos
Actualizado el 4 de abril de 2017.
| Gr. | Equipo              | PJ | PG | PE | PP | GF | GC | DG | Pts. | Clasificado a  |
| --- | ------------------- | -- | -- | -- | -- | -- | -- | -- | ---- | -------------- |
| B   | Boca Juniors.       | 2  | 1  | 1  | 0  | 4  | 2  | +2 | 4    | Etapas finales |
| A   | Olympique Gibraltar | 2  | 1  | 0  | 1  | 5  | 5  | 0  | 3    |                |
| C   | Leo                 | 2  | 1  | 0  | 1  | 8  | 11 | –3 | 3    |                |

## Etapas finales
Las etapas finales se jugaron por eliminación directa en dos rondas; primero las semifinales y posteriormente la final.

### Semifinales
En las semifinales participaron los tres ganadores de cada grupo más el mejor segundo. Las llaves se definieron por sorteo. 

#### Equipos participantes
| Equipo                 | College 1975        | Bruno's Magpies     | Gibraltar Phoenix   | Boca Juniors  |
| Clasificado como       | Ganador del Grupo A | Ganador del Grupo B | Ganador del Grupo C | Mejor segundo |
| Fecha de clasificación | 2 de abril          | 4 de abril          | 4 de abril          | 26 de marzo.  |

1. ↑  BOC: Boca Juniors aseguró su clasificación (como mejor segundo o ganador de grupo) el 26 de marzo luego de vencer por 3 a 1 a Cannon´s.

#### Partidos
Los partidos se jugaron los días 11 y 23 de abril.
| Equipo 1          | Resultado                                                                                               | Equipo 2        | Fecha       | Hora  | Estadio          |
| ----------------- | --- | --------------- | ----------- | ----- | ---------------- |
| Gibraltar Phoenix | 1 − 0                                                                                                   | Bruno's Magpies | 11 de abril | 19:30 | Estadio Victoria |
| College 1975      | 1 − 0 (enlace roto disponible en Internet Archive; véase el historial, la primera versión y la última). | Boca Juniors    | 23 de abril | 18:00 | Estadio Victoria |

### Final
La final fue jugada el 17 de mayo de 2017 en el estadio Victoria, a las 19:30 hora central europea. Gibraltar Phoenix se impuso por dos a cero a College 1975, y de esta manera ganó su primera Copa de la Segunda División.
| Goles         | Goles | Goles | Goles | Goles |
| ------------- | ----- | ----- | ----- | ----- |
| Germán Cortez | 32'   | 1 – 0 |       |       |
| Germán Cortez | 89'   | 2 – 0 |       |       |

| Amonestaciones     | Amonestaciones | Amonestaciones | Amonestaciones  |
| ------------------ | -------------- | -------------- | --------------- |
| Moreno Jimenes     | Amonestado     | Amonestado     | Osorio          |
| Jonathan Tomillero | Amonestado     | Amonestado     | Chipol          |
|                    |                | Expulsado      | Fernández Pérez |

| Gibraltar Phoenix Campeón 1.° título |

## Goleadores
ctualizado el 25 de junio de 20177.
| Pos. | Jugador         | Equipo            | Goles | PJ |
| ---- | --------------- | ----------------- | ----- | -- |
| 1    | Luis Casas      | Gibraltar Phoenix | 5     | 4  |
| 1    | Luke Busumbru   | Bruno's Magpies   | 5     | 3  |
| 2    | Angelo Lavagna  | Leo               | 3     | 1  |
| 2    | Fernando Cuesta | Gibraltar Phoenix | 3     | 3  |